# چایونو
چایونو (ترکی استانبولی: Çayönü) یک سکونت‌گاه مربوط به دوران نوسنگی در جنوب شرقی آناتولی (ترکیه کنونی) در چهل کیلومتری دیاربکر است که در حدود ۷۲۰۰ (پ.م) تا ۶۶۰۰ (پ.م) در آن زندگی جریان داشت.
اولین شواهد اهلی کردن خوک و گاو در چایونو یافت شده است.